# IC 1901
IC 1901 је спирална галаксија у сазвјежђу Персеј која се налази на листи објеката дубоког неба у Индекс каталогу.
Деклинација објекта је + 37° 6' 47" а ректасцензија 3h 16m 2,5s. Привидна величина (магнитуда) објекта IC 1901 износи 14,9 а фотографска магнитуда 15,7. IC 1901 је још познат и под ознакама MCG 6-8-8, CGCG 525-14, NPM1G +36.0099, PGC 12136.